# Kashiwa Daisuke
 (octobre 2019).
Kashiwa Daisuke (japonais : 柏大輔) est un compositeur et musicien japonais, né à Hiroshima et vivant à Tokyo[Quand ?].

## Biographie
Il commence la musique en 2001, comme compositeur et membre du groupe Yodaka, groupe post-rock/expérimental composé de Nema Takeshi (guitare et synthétiseurs), Takimoto Nozomu (basse), Yamamoto Hironobu (batterie) et de lui-même. Le groupe sort un album en 2003, nommé Yodaka et un second en 2016 nommé Betrayal and Reincarnation sous le label Ricco Label. 
Il commence une carrière solo en 2006, avec son premier album April.#02, sous le label allemand onpa. L'album a le droit un an plus tard à une réédition, April.#07, contenant des remix d'artistes comme DJ Olive Oil, Takeshi Nishimoto et Lem. Son deuxième album, Program music I, sort sous un autre label, Noble, en 2007. L'album ne contient que 2 titres, mais dure quand même plus d'une heure. C'est l'occasion pour lui de faire sa première tournée solo en Allemagne. Son troisième album, 5 Dec. sort en 2009, toujours sous le label Noble. La même année, il fait une tournée le faisant passer dans 3 pays d'Europe et il apparaît au Fusion Festival de 2009. Il sort en 2011 son premier album de piano uniquement 88 sous le label Virgin Babylon Records. Un an plus tard, après une tournée en Russie et à Taïwan, il sort son 5e album, Re: sous le même label.
En 2013, il travaille avec le réalisateur Makoto Shinkai pour faire bande originale du court-métrage The Garden of Words. Le thème principal du film, Rain, est une version raccourcie et modifié de son titre Swan Song sorti dans l'album 88.
En 2014, son premier album est réédité par Noble, et en fin d'année sort son 6e album 9 songs, chez Virgin Babylon Records.
Après une tournée au Kazakhstan en 2015, il travaille en 2016 de nouveau dans le cinéma avec le film hongkongais 10 Years, réalisé par Fei Pang Wong. Cette même année sort son 7e album solo Program music II toujours chez Virgin Babylon Records, ainsi que le second album de son groupe Yodaka. Il compose aussi en août l'ambiance sonore d'un programme TV chinois[Lequel ?]. 
En 2017 il sort l'album Re:RED, toujours chez Virgin Babylon Records.
En 2020 il publie son album program music III' contenant deux titres pour une durée d'écoute de 57 minutes.

## Style musical
D'après Discogs, ce qui ressort le plus dans les albums de Kashiwa Daisuke est une musique électronique expérimentale et ambiante.